# Жена у фунерарном сликарству на територији централног Балкана
 Жена у фунерарном сликарству на територији централног Балкана најчешће су представљане у гробницама са простора централног Балкана, као део сцене фунерарног банкета, уобичајене у фунерарном сликарству источних провинција Римског царства. У паганским касноантичким гробницама сликарство у њима било је намењено покојнику или покојницима, и најчешће се карактерише приказима на западном зиду гробнице. Иконографски репертоар, укључујући и лик жене, уобичајен је за скоро све до данас откривене гробнице на овом простору и подразумева мотиве и сцене које ће покојнику обезбедити сигуран прелазак у свет блажених као и победу над смрћу.

## Сценске представе
Сценске, предства жена у фурнерарарном сликарству у гробницама са простора централног Балкана најчешће су биле у две форме, као: господарица гробнице и слушкиња гробнице.
Господарица гробнице
Жена као господарице гробнице, заправо је била та којој је гробница била посвећена. Када је приказана као господарица гробнице, жена је уобичајено у пратњи супруга, господара. Примери оваквих представа могу се наћи у гробницама из Бешке, Силистре, Осенова, Пловдива и Солуна. У изузетно ретким случајевима, покојница је приказана сама, као што је то случај са гробницама у Чалми код Сремске Митровице и Виминацијуму.
Слушкиња гробнице
Жена као слушкиња, у гобницама је била осликана као део сцене приношења дарова (у склопу фунерарне процесије).
Као уобичајене представе жене су приказиване у пару са мужем у сцени банкета (римске гозбе), што је иначе било уобичајен у римском сликарству. За разлику од Римљана у Грчкој је постојала забрана приказивања угледне жене у оквиру сцена грчке гозбе.
Жена приказана као слушкиња у служби је своје господарице, исто онако како је то чинила током живота, с том разликом да сада у рукама носи дарове за господаричин вечни живот. Мотив слушкиње у сцени понуде сачуван је нa централном Балкану  у гробницама из Бешке, Виминацијума, Пловдива, Силистре, Осенова и Солуна.

## Карактеристике осликаних представа жена
Иако је жена приказана као покојница у гробници којој је гробница посвећена, обично је сликана у пару са супругом, па су њени самостални портрети у провинцијском сликарству, нарочито на територији централног Балкана изузетно ретки. Ови прикази су другојачији од оних у „Паганске гробнице“ по томе што је томе да у њима покојница приказана не само без пара, већ и са свим портретним карактеристикама. 
Познато је да су удате жене у фурнерарном сликарству биле приказиване гологлаве или са главом покривеном велом који је имао различите облике. Док су девојке носиле чеоне траке или мрежице, као оне на коси покојнице на фурнерарним сликама, које указујући на њено девојаштво. На многим портретима супружника, у периоду од 3. до 4. века, може се уочити одређена мера интимности и топлине, иако стереотипне, изражене загрљајем, обухваћеним рукама или физичком близином.
Брижљивим исликавањем богато декорисане одеће и пажљивим одабиром накита, уметник је приказао портрет даме високог ранга. Па је тако када је у питању сам изглед покојнице, одевањем и фризура, у њеној представи уклапа са познатом сликом жене високог ранга из 4. века.  Покојнице су на себи у оквиру богатог накита, приказаног на покојници, обично имале златне минђуше квадратног облика, са плавим драгим каменом. Минђуше оваквог облика налажене су и као гробни прилози на некрополама Виминацијума и ношене су кроз читав 4. век. Приказ најпознатијег плавог камена сафира, веже се за веровање да је он небески камен који прати сва симболика азура, али и за моћну амајлију против урока. У таквом контексту он се нашао на ушима покојнице која се приказује у тренутку апотеозе. - 
Флорални мотиви у фурнералном сликарству приказаних жена на централном Балкану углавном су сведени на представе великих четворолисних цветова црвене и плаве боје, који са апотропејском функцијом кореспондирају са осталим симболима обезбеђујући покојничин тријумф. Срцолики листови бршљена наглашавају идеју о вечном животу покојнице, јер су у природи увек зелени.
Заједно са мотивима цвећа, гирланди, корпи са плодовима, паунови могу да симболишу бесмртност и васкрсење.